# Poppinga

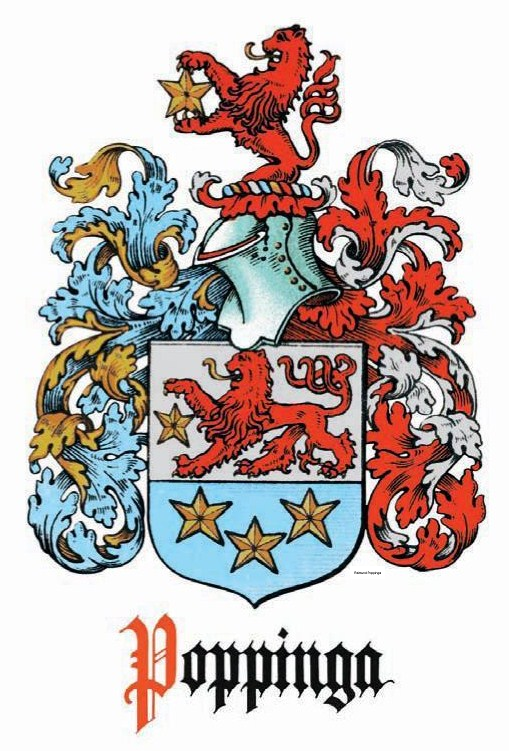
Familienwappen

Poppinga ist der Name eines alten Hausmannsgeschlechts des Brokmerlandes (Ostfriesland).

## Etymologie
Der Name leitet sich her vom Vornamen Poppe/Poppo, einem sogenannten Lallnamen, der von Robert, aber auch von Folkmar abgeleitet sein kann. Mit der Endung -inga ergibt sich ein im Ostfriesischen typisches Patronymikon (Vatersname) mit der Bedeutung: Kinder des Poppe. Diese Namensbildung findet sich in vielen ostfriesischen Familiennamen (Bene – Beninga, Idze – Idzinga, Ocke – Ockinga).
Im Allgemeinen wurden Familiennamen in Ostfriesland erst im 18./19. Jahrhundert verpflichtend eingeführt; vorher erhielten die Kinder den Genitiv des Vornamens des Vaters als Nachnamen (z. B. Vater: Emmo Dieken, ältester Sohn: Dieke Emmen). Hier ragen die Poppinga insofern heraus, als dieser Familienname seit dem 13. Jahrhundert nachweisbar ist.

## Geschichte
Die Poppinga gehören zu den ältesten heute noch im Mannesstamm blühenden Familien Ostfrieslands.
Die älteste Erwähnung findet sich im Norder Vertrag zwischen der Stadt Bremen und der Norder Landesgemeinde von 1255, wo ein Adda Poppenga genannt wird. Über seine Herkunft und Stellung verlautet hier nichts; Schomerus vermutet in ihm den Kirchenvogt von Marienhafe. Zum einen hatte ein Abbo Poppinga (s. u.) diesen Posten noch vierhundert Jahre später inne, zum anderen gehörte Marienhafe seit 1250 nicht mehr zur Propstei Hinte (Bistum Münster), sondern zu der neu gegründeten Propstei Brokmania (Brokmerland), weshalb der die betreffenden Urkunde mitzeichnende decanus (Probst) von Hinte nicht mehr für das Brokmerland sprechen konnte. Zeitgleich wurde die Marienkirche zur Sendkirche erhoben. Der Bau der neuen, backsteinernen Kirche zog sich wohl von 1210/1250 bis 1280 hin.
Cremers Zuschreibung, Adda Poppenga wäre Pastor der Andreasgemeinde zu Norden gewesen, ist insofern unplausibel, weil er dann als dominus (Kirchherr) bezeichnet worden wäre.
Der nächste Beleg stammt aus dem 14. Jahrhundert, als ein Juwo oder Ubbo Poppinga infolge eines Scharmützels zwischen der östlichen und der westlichen Fluita des Brokmerlandes wegen Totschlags zu einer Geldbuße verurteilt wurde (... Juwo Poppinga pro homicidio Tiamwardi octav ...).

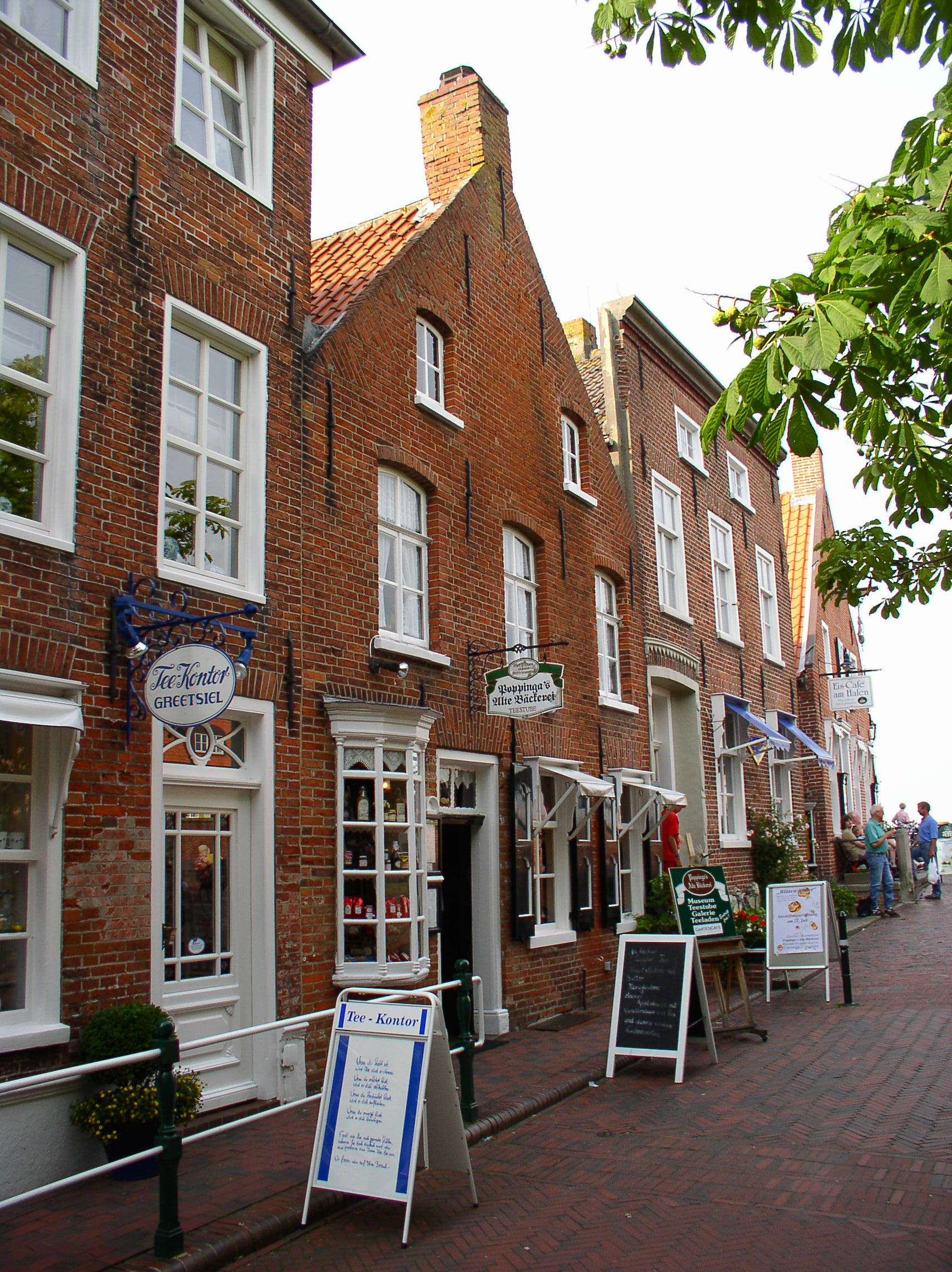
Poppingas alte Bäckerei

Die Stammfolge der heute lebenden Poppinga beginnt mit Sonke Poppingha, der 1555 mit seinen Brüdern Luwe Poppingha und Boje Luwen das väterliche Erbe zu Upgant, darunter das dort nahe den Steinhaus der Agena (heute: Ulferts Börg) gelegene Poppingahuis, aufteilte (Poppinga-Urkunde).
1671 starb zu Upgant der erbgesessene Hausmann, ordinärer und extraordinärer Deputierter der Landschaft (für den Hausmannstand), Kirchverwalter (Kirchenvogt) von Marienhafe und Sielrichter Abbo Poppinga, Großenkel des o. g. Sonke. 1660 hatte Abbo an der Spitze der Brokmer Vogtei im Auftrag Graf Georg Christians einen Trupp Emder Steuereintreiber aus Marienhafe vertrieben. Seine Frau Renske Dieken war die Großnichte des ostfriesischen Gelehrten Ubbo Emmius. Auf seinem Grabstein in der St.-Marien-Kirche zu Marienhafe findet sich die älteste erhaltene Darstellung des Familienwappens und die Inschrift:

„Anno 1671. Den 2. Februariis Der Ehrenveste Vorachtbare Und Wohlfurnehmer Abbo Poppinga Erbgeseten zu Upgant Und Kirchvorwalter zu Marienhove Ordinarius Et Extraordinarius Deputierter Und Sylrichter selig in Dem Herren Entschlafen Vorwachtende Nebens Alle Glaubigen Ein Frolichen Aufestadige zum EWEGN Leben Seines Alters 44 Jahr“

In der zweiten Hälfte des 18. Jahrhunderts ließ sich Abbo Imels Poppinga (1752–1818) in Greetsiel nieder. Seine Nachkommen betrieben bis ins 20. Jahrhundert die Bäckerei am Hafen, die heute unter dem Namen „Poppingas alte Bäckerei“ als Teestube fungiert.

## Andere Poppinga
Der Nachname Poppinga taucht auch an anderen Orten sporadisch auf, wobei eine Verwandtschaft nicht unbedingt gegeben sein muss.
Im 15. Jahrhundert lebte ein Häuptling zu Hatzum, der sich Remet Isempts Poppinga nannte (gest. 1483). Obzwar sich keine gemeinsame Abstammung der Poppinga und der Häuptlinge von Hatzum konstruieren lässt, ist es bemerkenswert, dass Remets Frau Jevsta, Tochter des Addo (sic!) von Bewingaborg, aus Siegelsum stammte, einem Nachbarort Upgants.

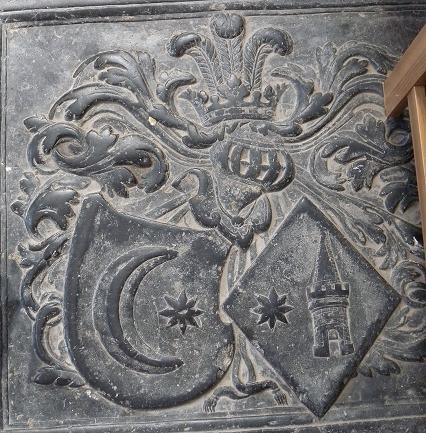
Wappen auf dem Grabstein der Esse Popinga zu Larrelt

1597 starb in Larrelt Esse Popinga, Ehefrau des Termunter Häuptlings Menno Houwerda. 1568 hatten sie vor den Groningern nach Larrelt flüchten müssen. Essa stammte allerdings augenscheinlich nicht von den brokmer Poppinga ab, sondern aus der Familie des Tyddo Poppingha, Bürgermeister von Appingedam. Diese Familie geht wohl zurück auf Tyde Poppinge, der um 1450 Landwirt in Grolloo (Drenthe) war. Interessant ist hier allerdings das Wappen der Familie Houwerda: Im roten Feld ein silberner Löwe (vergleiche das Wappen der Poppinga).
Die 1432 in Poppingawier (Friesland) gestorbene Catharina Poppinga, Ehefrau des Ritters Sicke Albada, stammt aus der Familie der Popma von Terschelling. Im Unterschied zum Stammhaus auf Terschelling führten die Popma zu Poppingawier das Wappen: auf Silber (oder Blau) ein roter Löwe, goldener Schildsaum beladen mit acht (oder sechzehn) Burgen.
Der reformierte Prediger Tarquinius (Tjerk) Poppinga, der um 1680 in Pietersbierum lebte, und seine gleichnamigen Nachfahren in den Niederlanden stammen von PierTaekes ab, der 1552 als Hausmann zu Tornwerd (Wonseradeel) lebte.

## Wappen
Das Wappen zeigt über blauem Schildfuße, darin drei (2:1) fünfstrahlige goldene Sterne, in Silber einen leopardierten (schreitenden) roten, goldenbewehrten und -bezungten Löwen, zwischen dessen Vorderpranken einen schwebenden fünfstrahligen goldenen Stern; auf dem blau-golden-rot-silbern bewulsteten Stechhelm mit rechts blau-goldener, links rot-silberner Helmdecke als Helmzier der Löwe wachsend mit dem Stern in den Pranken. Das Wappen ist zuerst nachgewiesen auf dem Grabstein des Abbo Poppinga (s. o.).
Löwenwappen waren unter den ostfriesischen Häuptlingen weit verbreitet. In verwechselten Farben (silberner Löwe auf Rot) findet sich ein Löwe im Wappen der Beninga, Häuptlinge zu Grimersum, welche Grundbesitz westlich von Marienhafe hatten. Weitere Personen aus dem Norder Raum, die mit einem Löwen siegelten, waren Egge Addinga (gest. 1391), Häuptling in Westerwolde und Liudward Abdena (lebte 1383), Drost von Emden und Häuptling zu Norden, verheiratet mit Diudleta Idzinga, Tochter des Evenardus Ytzengha und Erbin von Norden. Er siegelte: „S: LIUWARDI ITZINGHA“. Auf dem Siegel sind zwei Wappenschilde zu sehen, die jeweils einen Löwen zeigen, die einerseits den Abdena von Emden, die ein solches Wappen führten, und andererseits den Idzinga von Norden zugeordnet werden können.
Der Stern mag dem Stammwappen später hinzugefügt worden sein, um eine Nebenlinie der ursprünglich wappenführenden Familie zu bezeichnen. Allerdings urkundete bereits im Jahre 1432 das Brokmerland mit einem Siegel, welches unter der Muttergottes einen fünfstrahligen Stern zeigt. Noch im 17. Jahrhundert stellten die Poppinga die Kirchvögte in Marienhafe.
Die drei Sterne sollen am Dominikanerkloster zu Norden zu sehen gewesen sein, entlehnt dem Wappen des Mönchs Pibo Sibranda, der um 1325 in Ostfriesland tätig war. Diese drei Sterne finden sich ebenfalls im Wappen der, mit den Poppinga mehrfach verschwägerten, Upganter Familie Agena, sowie der Pibinga.

## Namensträger
- Anneliese Poppinga (1928–2015) war von 1958 bis 1967 Sekretärin Konrad Adenauers.
- Brady Poppinga (* 1979), American-Football-Spieler. Gewinner des XLV. Super-Bowl (2011)
- Gerjet Poppinga (1879–1960), Bremerhaven – Wulsdorf, Mitglied der Bremischen Bürgerschaft 1930/33 für die Nationale Einheitsliste
- Karrie Poppinga (* 1969), US-amerikanische Volleyball- und Beachvolleyballspielerin
- Leffert Thelen Poppinga[24] (1824–1901) war Kunstmaler und Gastwirt zu Marienhafe. Sein Selbstporträt ist im Ostfriesischen Landesmuseum Emden zu besichtigen.
- Onno Poppinga (* 1943), Agrarwissenschaftler. Publikationen u. a.: „Ostfriesland – Biografien aus dem Widerstand“.